# Фйорентіно
Фйорентіно (італ. Fiorentino) — одне з дев'яти міст-коммун Сан-Марино. Має у своєму складі 3 приходи.
На 2006 населення становило 2245 жителів. Площа — 6,57 км². Межує з комунами К'єзануова, Сан-Марино, Борго-Маджоре, Фаетано і Монтеджардіно, а також із італійськими муніципалітетами Монте-Гримано-Терме і Сассофельтріо. 
| Сан-Марино | Це незавершена стаття з географії Сан-Марино. Ви можете допомогти проєкту, виправивши або дописавши її. |